# Anoectangium kashmiriense
Anoectangium kashmiriense là một loài rêu trong họ Pottiaceae. Loài này được M.N. Aziz & Vohra mô tả khoa học đầu tiên năm 1983.